# Teckomatorp

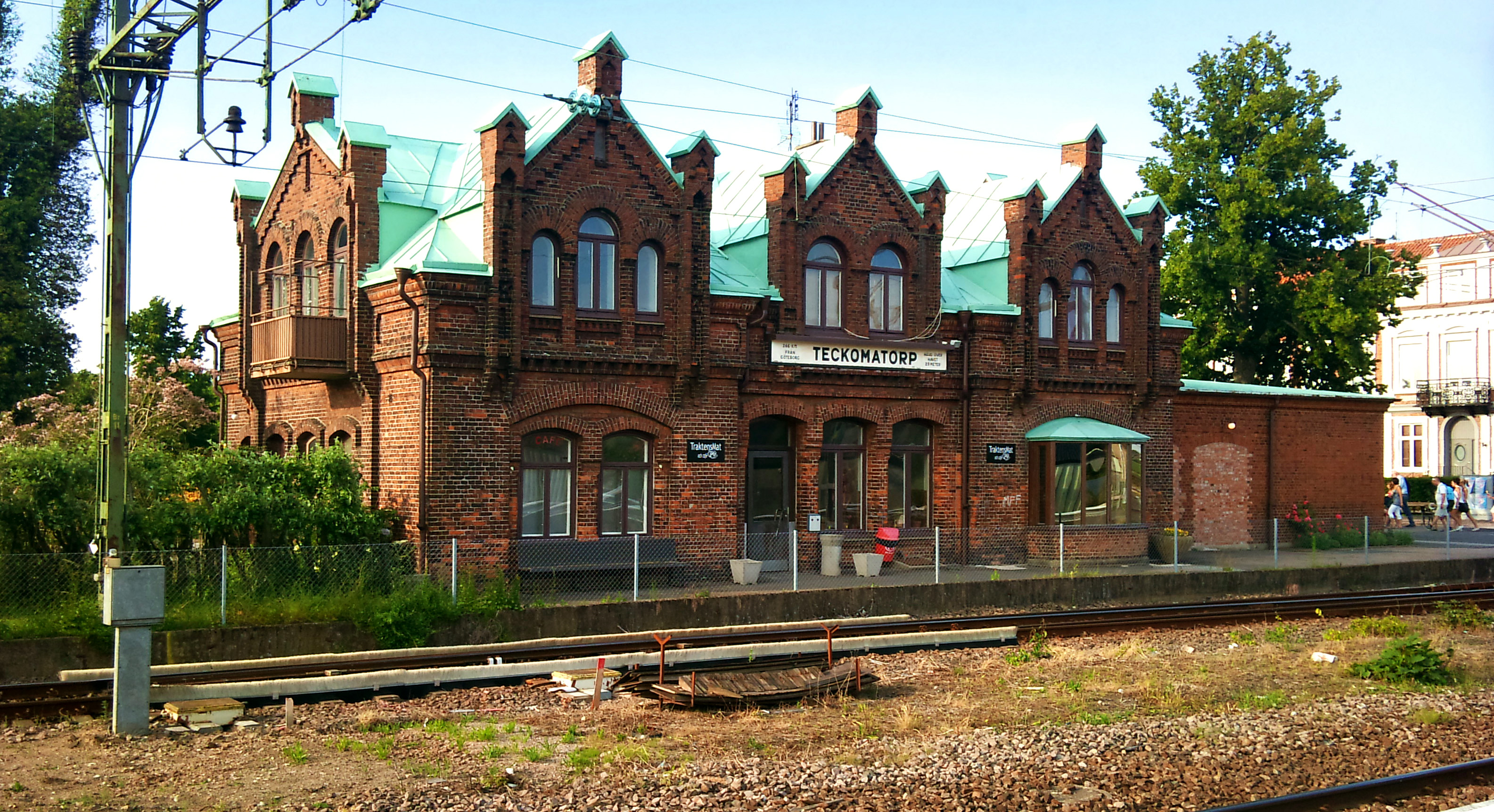
Stationshuset i Teckomatorp.

Teckomatorp är en tätort med 1 794 invånare, i Svalövs kommun i Skåne län, cirka fem kilometer sydost om Svalöv.

## Historia
Teckomatorp är en ort som ligger i södra delen av Svalövs kommun och bestod endast av två gårdar före järnvägens tillkomst på 1860-talet då den privata bandelen Eslöv-Landskrona togs i bruk. År 1877 upphöjdes den från början obemannade hållplatsen till järnvägs- och poststation. I och med att västkustbanans sydligaste del, Billesholm-Malmö, stod färdig 1885 och Teckomatorp blev en av stationerna utmed linjen utvecklades orten till en järnvägsknut. Den första banan Landskrona & Helsingborgs Järnvägar (L&HJ), se Rååbanan, invigdes 1865. Det fanns ingen station i Teckomatorp vid den tiden. År 1886 byggdes Malmö-Billesholms Järnväg (MBJ) och då ökade Teckomatorps station i betydelse. Teckomatorp har vuxit upp kring järnvägen som än idag sätter sin prägel på orten.
Stadsplanen av rutnätstyp visar en snabb utveckling kring 1900. Vid det stora torgets södra sida ligger järnvägsstationen, byggd 1872.  Järnvägshotellet från 1886 ligger vid samma torg. Här ligger även Gamla folkskolan, byggd 1894. Söder om järnvägen finns bostadshus samt byggnader för handel och hantverksrörelser. Föreningen Folkets hus köpte 1905 mark och året därpå uppfördes byggnaden. År 1909 byggdes den till med Stora salen, mittparti och serveringsveranda. Under andra världskriget användes anläggningen som militärförläggning och under 1960- och 1970-talen som kommunal förskola. Teckomatorp är ett gott exempel de skånska stationssamhällena, där såväl bebyggelse som stadsplan illustrerar de kring sekelskiftet 1900 rådande idealen. Byggnadernas placering i gatulinjen liksom tegelarkitekturen är karakteristisk. Folkets hus är ett bra exempel på folkrörelsens samlingslokaler.  
Teckomatorp är beläget i Norra Skrävlinge socken och ingick efter kommunreformen 1862 i Norra Skrävlinge landskommun. I denna inrättades för orten 24 augusti 1914 Teckomatorps municipalsamhälle. Detta samt landskommunen uppgick 1952 i Teckomatorps landskommun där municipalsamhälle upplöstes med utgången av 1966. Orten ingår sedan 1969 i Svalövs kommun.
1932 hade Teckomatorp provinsialläkare, veterinär, apotek och epidemisjukhus, Det fanns två folkskolor på orten. Teckomatorp hade 823 innevånare 1921 och 905 år 1931. 1932 hade Teckomatorp som viktigaste industri Sockerbrukets saftstation, skofabrik och mejeri.

### Näringsliv
Innan första järnvägslinjen drogs byggdes ett spannmålsmagasin. 1886 öppnade Anders Nilsson en kol- och timmerhandel, samt utökade senare med en befintlig järnhandel. Denna företagssammansättning fanns kvar ända till 1970-talet under namnet M. Bondesson AB med Bertil Bondesson som disponent sedan 1944, efter fadern Måns Bondesson. Lokalerna för spannmålsmagasinet respektive järnhandeln låg strax intill järnvägen mellan det före detta spannmålsmagasinet och bilverkstaden McTorp. Mycket tidigt byggdes även ett tegelbruk där man producerade det så kallade Gissleberga-teglet.  Carl Linderoth, en av Teckomatorps ledande personer, lyckades få en distriktsveterinär stationerad i Teckomatorp 1885, och samma år byggdes även den första delen av det som tidigare var Järnvägshotellet. 1912 påbörjas elektrifieringen i byn genom att man drar en ledning för högspänning mellan Svalöv och Teckomatorp.

#### Teckomatorps sockerbruk och saftstation
För att minska bettransporterna och öka råsockerproduktionen i Säbyholm uppfördes en saftstation i Teckomatorp 1894 då Skånska sockerfabriks AB, som ägde fabrikerna i Landskrona och Säbyholm, ville öka sin produktion. Stationen producerade kalkad råsaft avsedd för råsockerfabriken på Säbyholm. En nästan två mil lång underjordisk rörledning transporterade råsaft från saftstationen till råsockerfabriken. Saftstationen drevs till 1962 och i byggnaderna kom senare företaget BT Kemi att inrymmas. 
Säbyholms sockerbruk startade i början av 1900-talet de första svenska betförädlingsförsöken, men verksamheten överfördes till det närbelägna Hilleshög utanför Landskrona. Bruket lades liksom saftstationen ner 1962, samma år som sockerbruket i Skivarp. Utvecklingen där utvalda betbruk byggdes om till strösockerbruk och de flesta separata raffinaderierna nedlades gjorde att behovet av råsockerbas minskade. Efter nedläggningen övertogs fabriksområdet av Hilleshögsbolaget som byggde om byggnaderna och inrättade sitt huvudkontor på platsen.  

#### Teckomatorps skofabrik
Fabriken var i drift 1922 till 1969. Tillverkningen var huvudsakligen damskor men också en del barnskor. Under åren 1932 till 1952 tillverkades årligen ca 8 000 par skor. Det största antalet arbetare på fabriken var 40 exklusive administrativ personal. Fabrikslokalen var i tre plan. Fabrikens  skomärke hette Teckoskor. Skorna såldes i södra Sverige, ibland via resande försäljare, ibland med frakt, oftast på järnväg. På 1960-talet blev konkurrensen från billigare tillverkning utomlands för svår. Fabrikslokalen är idag ombyggd till bostad.

#### Teckomatorps mejeri
Teckomatorps mejeri övertogs 1935 av Svalövs mejeri. Driften fortsatte i Teckomatorp åtminstone till 1940.

#### Handel
Teckomatorp har en Ica-butik belägen mitt i byn.
1907–1990 hade Teckomatorp en lokal konsumentförening. Teckomatorps kooperativa förening bildades den 3 februari 1907 och öppnade senare samma år. Föreningen öppnade en filial i Marieholm 1923. Därpå följde filialer i Olstorp 1936, Gryttinge 1937 och slutligen Ask 1943. Butikerna i Olstorp och Gryttinge avvecklades med tiden och på 1970-talet även butiken i Ask. Efter en tid med bristande lönsamhet och ett misslyckat försök att fusionera med Konsum Mellanskåne upplöstes föreningen 1990 och de två kvarvarande butiker i Marieholm och Teckomatorp lades ner.

#### Bankväsende
Teckomatorps sparbank fick sitt reglemente fastställt den 25 november 1890 och öppnade den 5 januari 1891. Den uppgick år 1980 i Sparbanken Västra Skåne. Sedermera har ortens sparbankskontor upphört.
År 1907 öppnade Malmö folkbank ett kontor i Teckomatorp. Under år 1917 uppgick kontoret i Industribanken som senare blev en del av Nordiska Handelsbanken. När denna bank rekonstruerades år 1925 överfördes kontoret till Skandinaviska kreditaktiebolaget. Skandinaviska banken fanns i Teckomatorp i ett halvsekel. Skandinaviska Enskilda Banken avvecklade kontoret år 1976.

## BT Kemi-skandalen
BT Kemi KVK AB, fram till 1971  Bönnelyche & Thuröe AB, var ett kemiskt-tekniskt företag. Det tillverkade bland annat takpapp, träskyddsmedel och ogräsbekämpningsmedel (främst fenoxisyror) i Malmö till 1965 och 1965–1979 i Teckomatorp. Företaget orsakade en av de största miljöskandalerna i Sverige. Den 6 december 2009 invigdes friluftsområdet Vallarna, mellan järnvägarna och Braån, på den sanerade norra delen av det tidigare BT Kemi-området.

## Kommunikationer
Orten är kommunens knutpunkt för kommunikation. Från Teckomatorp till Lund tar det 16 minuter med tåg. Det finns också dagliga bussförbindelser med Svalöv som går i anslutning till tågen. Mot Eslöv går Marieholmsbanan som har både person- och godstrafik. Idag används linjerna mot Malmö och mot Helsingborg (Rååbanan) för persontrafik (Pågatåg). Dessutom går pågatågen på Söderåsbannan till Åstorp. Men det finns planer på att det tåget ska fortsätta till Ängelholm. Mot Svalöv, Källstorp, Kågeråd och Billesholm  går det utöver Söderåsbannan också busstrafik Skånetrafikens busslinje 230. (Vilket är praktiskt när Pågatågen inte kan trafikera på grund av trafikstörning så kan passagerare ta bussen istället.)

## Kommunal service

### Skolhistoria
En pastor i Norra Skrävlinge och Torrlösa hette Olof Hellichius. Han verkade från slutet av 1700-talet och fram till någon gång i mitten av 1830-talet. 1825 lade han fram ett förslag om ny skolordning i trakten. Fyra nya skolhus uppfördes i socknen – tidigare hade ett sådant enbart funnits i Torrlösa, medan resten av undervisningen hade skötts av lärare som ambulerande i gårdarna. Nu fick man fem lärare som betalades in natura av varje familj som hade barn i skolan.
Undervisningen skedde i varje by långt in på 1900-talet. Både småskolans klass 1 och 2 samt folkskolans klass 3 till och med 7 (senare klass 8) har funnits i både municipalsamhället Teckomatorp och de små byarna runt detta. Under tiden som storkommun 1952-1969 fanns en skola kvar i Norrvidinge, där barnen från Norr- och Södervidinge gick. Resten av barnen från storkommunen från Källs Nöbbelöv och Norra Skrävlinge gick i skolan i Teckomatorp.
Torgskolan som låg vid torget i Teckomatorp byggdes 1896. Skolan var en B2 skola, det vill säga klass 1 och 2 hade gemensamt klassrum med en lärare eller lärarinna. Klass 3 till 7 hade också gemensam klass. Torgskolan ersattes av Parkskolan.
Parkskolan är nu Teckomatorps enda skola. Det är en F-6-skola. Skolan byggdes 1964, byggdes till 1979 och senaste om- och tillbyggnaden är daterad 2001.Parkskolans organisation omfattar även förskola och fritidshem. Verksamheterna ligger nära varandra. Parkskolan är en skola med cirka 220 elever fördelade på två arbetslag, F-3 och 4-6. På skolan finns även skolbarnsomsorg, Parkens fritidshem. Skolan är en mångkulturell skola med elever och personal med 15 olika modersmål. 

### Barnomsorg
Förskolan Torpet invigdes 1977 och består av fyra avdelningar, en 5 års avdelning och tre 1-4 års avdelningar. Garvaren invigdes 2007 och ersatte Smedjan, en tidigare lägenhetsförskola bestående av två avdelningar som startades på 1980-talet. Garvaren består av två avdelningar med barn i ålder 1-4 år och en avdelning med barn i ålder 4-5.

### Sjukvård
Provinsialläkartjänst inrättades år 1911 och det var Gustaf Heyman som fick tjänsten. Gustaf Heyman var ordförande i municipalstämman och genomdrev där att ett epidemisjukhus skulle byggas i Teckomatorp. Första patienten blev tyvärr hans egen dotter som vid 6 års ålder insjuknade i scharlakansfeber. Ett apotek öppnades i byn. År 1939 tog man i Norra Skrävlinge kommunalfullmäktige beslut om att inrätta en tandpoliklinik i Teckomatorp. Denna skulle vara gemensam för Billeberga, Norrvidinge, Norra Skrävlinge och Källs Nöbbelöv samt municipalsamhället Teckomatorp. 1946 köptes ett hus till denna klinik, och samtidigt planerade man att inrätta en barnavårdscentral med distriktssköterska i en närliggande byggnad – byggnaderna är nu bostadshus i rött tegel och ligger i det norra hörnet av Karlsgatan och Järnvägsgatan i Teckomatorp.
Det som senare blev hotellet Villa Mariesten var tidigare epidemiklinik och blev därefter omgjort till en långvårdsenhet. Efter att denna blivit för omodern började man planera för en ny byggnad som man under 1980-talets första år ville placera i Svalöv.  2010 finns ett äldreboende som heter Ängslyckan i Teckomatorp.

## Idrott och föreningar

### Teckomatorps Sportklubb
Teckomatorps Sportklubb startades den 7 juli 1939. Teckomatorp hade tidigare haft en idrottsförening vars namn var Teckomatorps Gymnastik och Idrottsförening, men på grund av för stora skulder hade denna förening tvingats att lägga ned sin verksamhet. En av dem som starkast stred för att idrotten skulle återuppstå i Teckomatorp var Hans Malm, TSK:s förste ordförande och hedersordförande. Föreningens historia under 40 år skildras i Teckomatorps sportklubb 40 år utgiven 1979.
En av de främste fotbollsspelaren i TSK genom tiderna anses Anders Svensson vara. Han har spelat en A-landskamp och har varit med i landslagstruppen femtontalet gånger, är holländsk mästare i PSV Eindhoven 1963, svensk mästare i Malmö FF 1967 och cupmästare för MFF samma år. Styrelseledamot i Malmö FF och Skånes fotbollsförbund.
Längre bakåt i tiden var spelare som Knut "Nacka" Edvinsson den store målgöraren i TSK på 1950-talet och han hann även med en sejour i Landskrona BOIS. En mycket bra målvakt Sven Jönsson, som sedermera värvades till allsvenska HIF för att avlösa legenden Kalle Svensson. På 1960-talet började Lars "Flua" Andersson, den stabile centerbacken, som senare värvades till HIF, och där fick vara med om att hemföra Allsvensk silvermedalj. En annan spelare från Teckomatorp är Andreas "Pinnen" Jacobsson. Han spelade flera säsonger i allsvenska HIF och han har även deltagit i landslaget vid flera tillfällen. Andy visar att fast man skördar stora framgångar kan man ha båda fötterna på jorden. 1997 blev han vald till Sveriges bästa back!

### Idrottsplatsen
Efter tio år hade TSK gjort ett flertal ansökningar hos Norra Skrävlinge kommunalfullmäktige om att få frågan om att bygga en ny idrottsplats utredd. Fullmäktige tillsatte en utredningsgrupp och frågade Sockerbolaget om de hade mark att sälja för ändamålet. Sockerbolaget som vanligt var ovilligt att sälja av sina bördiga sockerbetslerjordar och svarade inte på frågan.  År 1949 uppsöker fullmäktiges ordförande personligen Sockerbolaget, och han får då ett erbjudande om att köpa det tilltänkta markområdet om 22 000 kvadratmeter, där Teckomatorps Idrottsplats ligger idag.

### Folkets Hus-föreningen
Folkets hus byggdes 1906. Föreningens början skildras i boken En tioårig historik över föreningen Folkets Hus i Teckomatorp 2006 firade föreningen 100-årsjubileum. Huset har varit med under både arbetarrörelsens storhetstid och söndagsdansens epok. Huset har stått här i hundra år, Byggnaden har varit till glädje för allmänheten, men till stort bekymmer för de som skött det.

### PRO Teckomatorp
PRO Teckomatorp bildades 18 maj 1948 och är en förening som är till för alla pensionärer. Även avtals- och förtidspensionärer samt maka/make eller sambo är välkomna som medlemmar. Föreningen är liten med cirka 100 medlemmar. Föreningen tillhör PRO:s Riksorganisation. Föreningen deltar med fyra andra föreningar i PRO Svalövs samrådsgrupp.

### Teckomatorps Humorfabrik
Föreningen grundades 2013 och har arrangerat över 200 ståuppföreställningar runt om i Skåne, Småland, Halland och Jämtland. På föreningens hemsidan finns en fullständig lista över alla föreställningar och komiker som uppträtt. Bland komikerna som uppträtt i Teckomatorp finns Johan Glans, Babben Larsson, Al Pitcher, Marika Carlsson, Lennie Norman, Anna-Lena Brundin, Thomas Petersson, Özz Nûjen med flera. Förutom egna föreställningar har Teckomatorps Humorfabrik samarbete med Standup på Grande i Eslöv, Standup hos Anders i Höör, Lödde Comedy i Löddeköpinge och Sommarstandup på The Tivoli i Helsingborg (under somrarna). Teckomatorps Humorfabrik nominerades till Årets Klubb på Svenska Standupgalan 2025.

## Befolkningsutveckling
| Befolkningsutvecklingen i Teckomatorp 1960–2020 | Befolkningsutvecklingen i Teckomatorp 1960–2020 | Befolkningsutvecklingen i Teckomatorp 1960–2020 | Befolkningsutvecklingen i Teckomatorp 1960–2020 | Befolkningsutvecklingen i Teckomatorp 1960–2020 |
| ----------------------------------------------- | ----------------------------------------------- | ----------------------------------------------- | ----------------------------------------------- | ----------------------------------------------- |
|                                                 |                                                 |                                                 |                                                 |                                                 |
| År                                              |                                                 |                                                 | Folkmängd                                       | Areal (ha)                                      |
| 1960                                            | 1960                                            |                                                 | 913                                             |                                                 |
| 1965                                            | 1965                                            |                                                 | 1 133                                           |                                                 |
| 1970                                            | 1970                                            |                                                 | 1 271                                           |                                                 |
| 1975                                            | 1975                                            |                                                 | 1 306                                           |                                                 |
| 1980                                            | 1980                                            |                                                 | 1 390                                           |                                                 |
| 1990                                            | 1990                                            |                                                 | 1 494                                           | 112                                             |
| 1995                                            | 1995                                            |                                                 | 1 543                                           | 113                                             |
| 2000                                            | 2000                                            |                                                 | 1 563                                           | 113                                             |
| 2005                                            | 2005                                            |                                                 | 1 644                                           | 121                                             |
| 2010                                            | 2010                                            |                                                 | 1 651                                           | 122                                             |
| 2015                                            | 2015                                            |                                                 | 1 703                                           | 124                                             |
| 2020                                            | 2020                                            |                                                 | 1 866                                           | 120                                             |
|                                                 |                                                 |                                                 |                                                 |                                                 |